# Riuttasjärvi (sjö i Kuopio, Norra Savolax)
Riuttasjärvi är en sjö i kommunen Kuopio i landskapet Norra Savolax i Finland. Den är 11,9 meter djup. Arean är 42 hektar och strandlinjen är 5,21 kilometer lång. Sjön  ingår i Kymmene älvs huvudavrinningsområde.   Den ligger omkring 29 kilometer väster om Kuopio och omkring 330 kilometer norr om Helsingfors. 